# Ямпільська селищна рада (Краснолиманський район)
Я́мпільська се́лищна ра́да — адміністративно-територіальна одиниця та орган місцевого самоврядування у Лиманському районі Донецької області. Адміністративний центр — селище міського типу Ямпіль.

## Загальні відомості
- Населення ради: 2 875 осіб (станом на 2001 рік)

## Населені пункти
Селищній раді підпорядковані населені пункти:
- смт Ямпіль
- с. Закітне

## Склад ради
Рада складається з 20 депутатів та голови.
- Голова ради:
- Секретар ради: Воробйова Ніна Дмитрівна

### Керівний склад попередніх скликань
| Прізвище, ім'я, по батькові | Основні відомості                                                        | Дата обрання | Дата звільнення |
| --------------------------- | ------------------------------------------------------------------------ | ------------ | --------------- |
| Дегтярьов Юрій Миколайович  | Селищний голова, 1962 року народження, член Партії регіонів              | 26.03.2006   | 31.10.2010      |
| Антоненко Сергій Іванович   | Селищний голова, 1955 року народження, освіта вища, член Партії регіонів | 31.10.2010   | 24.05.2013      |

Примітка: таблиця складена за даними сайту Верховної Ради України

### Депутати
За результатами місцевих виборів 2010 року депутатами ради стали:

#### За суб'єктами висування
| Суб'єкт висування           | Кількість обраних депутатів | %  |
| --------------------------- | --------------------------- | -- |
| Партія регіонів             | 19                          | 95 |
| Комуністична партія України | 1                           | 5  |

#### За округами
| № округу                    | Прізвище, ім'я, по батькові      | Дата визнання обраним | Освіта             | Партійна приналежність            | Відомості про обраного депутата                                                        |
| --------------------------- | -------------------------------- | --------------------- | ------------------ | --------------------------------- | -------------------------------------------------------------------------------------- |
| Комуністична партія України |                                  |                       |                    |                                   |                                                                                        |
| 12                          | Гайворонський Василь Олексійович | 02.11.2010            | середня спеціальна | член Комуністичної партії України | Локомотивне депо м. Красний Лиман, слюсар                                              |
| Партія регіонів             |                                  |                       |                    |                                   |                                                                                        |
| 1                           | Літвінова Зоя Миколаївна         | 02.11.2010            | вища               | член Партії регіонів              | ЕЧ-1 м. Красний Лиман, інженер                                                         |
| 2                           | Бондарев Іван Володимирович      | 02.11.2010            | середня спеціальна | член Партії регіонів              | Ямпільське лісництво, лісник                                                           |
| 3                           | Резніков Юрій Павлович           | 02.11.2010            | середня спеціальна | член Партії регіонів              | Краснолиманська дистанція колії, монтер колії                                          |
| 4                           | Попович Василь Миколайович       | 02.11.2010            | середня            | член Партії регіонів              | Ямпільське лісництво, лісник                                                           |
| 5                           | Кравець Юрій Анатолійович        | 02.11.2010            | середня спеціальна | член Партії регіонів              | підприємець                                                                            |
| 6                           | Співак Вячеслав Григорович       | 02.11.2010            | вища               | член Партії регіонів              | Краснолиманський ДАРМ, інженер                                                         |
| 7                           | Саржевський Сергій Викторович    | 02.11.2010            | середня спеціальна | член Партії регіонів              | Краснолиманська дистанція колії, помічник машиніста                                    |
| 8                           | Воробйова Ніна Дмитрівна         | 02.11.2010            | вища               | член Партії регіонів              | Ямпільська селищна рада, секретар                                                      |
| 9                           | Шепілова Тетяна Миколаївна       | 02.11.2010            | середня спеціальна | член Партії регіонів              | Ямпільська амбулаторія загальної практики — сімейної медицини, старша медична сестра   |
| 10                          | Охріменко Олександр Михайлович   | 02.11.2010            | середня            | член Партії регіонів              | Вагонне депо ст. Красний Лиман, старший оглядач зміни                                  |
| 11                          | Саржевський Георгій Григорович   | 02.11.2010            | вища               | член Партії регіонів              | Ямпільська селищна рада, спеціаліст з земельних питань                                 |
| 13                          | Циба Геннадій Федорович          | 02.11.2010            | середня спеціальна | член Партії регіонів              | Краснолиманська дистанція колії, автослюсар                                            |
| 14                          | Пшенична Тамара Миколаївна       | 02.11.2010            | вища               | член Партії регіонів              | Ямрільський навчально-виховний комплекс, вчитель початкових класів                     |
| 15                          | Дегтярьов Олексій Юрійович       | 02.11.2010            | середня спеціальна | член Партії регіонів              | Газове господарство Краснолиманської дільниці, технік по обслуговуванню газових систем |
| 16                          | Бондаренко Наталія Іванівна      | 02.11.2010            | середня спеціальна | член Партії регіонів              | Ямпільська амбулаторія загальної практики — сімейної медицини, акушерка                |
| 17                          | Зуєнко Володимир Ілліч           | 02.11.2010            | вища               | член Партії регіонів              | пенсіонер                                                                              |
| 18                          | Дерев'янко Сергій Вікторович     | 02.11.2010            | вища               | член Партії регіонів              | база відпочинку, охоронець                                                             |
| 19                          | Шабанова Галина Федорівна        | 02.11.2010            | вища               | член Партії регіонів              | пенсіонер                                                                              |
| 20                          | Малко Іван Якович                | 02.11.2010            | середня спеціальна | член Партії регіонів              | база відпочинку, охоронець                                                             |